# مایادیک
مایادیک (انگلیسی: Mayadyk) یک شهرک در شهرستان دیورتیورلینسکی در استان باشقیرستان کشور روسیه است.